# Alessandro Bertolini
Alessandro Bertolini (Rovereto, 27 juli 1971) is een Italiaanse wielrenner.
In 1988 behaalde Bertolini in het Deense Odense brons op het WK voor junioren achter Gianluca Tarocco en Vasili Davidenko. Vier jaar later werd hij Italiaans kampioen op de weg bij de Amateurs. In 1996 was het tijd voor zijn volgende 'grote' overwinning: een etappe in de Euskal Bizikleta, toen nog Bicicleta Vasca geheten. Een jaar later was hij weer sterk met onder andere de zege in Parijs-Brussel. Als gevolg van zijn goede prestaties reed hij in 1998 voor Cofidis, maar na 1 zegeloos jaar was hij daar alweer weg.
Na een jaartje voor Mobilvetta te hebben gereden, kwam hij in 2000 terecht bij Alessio. In zijn eerste jaar voor deze ploeg wist hij al ritzeges in de Vredeskoers en de Ronde van Oostenrijk te behalen. Tot 2004 reed Bertolini voor Alessio, waar hij de Ronde van Piëmont (2003) en het eindklassement van de Ronde van Lucca (2004) op zijn palmares bijschreef. In 2003 reed hij bovendien zijn eerste Ronde van Frankrijk, in het eindklassement bezette hij een 146e plek.
In 2005 kwam hij uit voor Domina Vacanze, maar toen die aan het eind van het jaar stopte verkaste hij naar Selle Italia-Serramenti Diquigiovanni. In het najaar van 2007 won Bertolini enkele belangrijke wedstrijden. Hij eindigde 9 keer in de top vijf van enkele semi-najaarsklassiekers en won er 4: de Ronde van de Apennijnen, de Coppa Agostoni, de Ronde van Venetië en de Coppa Placci. Eerder dat jaar had hij al een ritzege in de Internationale Wielerweek Coppi-Bartali behaald. Ook in 2008 komt Bertolini uit voor Selle Italia.

## Resultaten in voornaamste wedstrijden
| Jaar | Ronde van Italië | Ronde van Frankrijk | Ronde van Spanje |
| ---- | ---------------- | ------------------- | ---------------- |
| 1994 |                  | opgave              |                  |
| 1995 | opgave           | opgave              |                  |
| 1996 |                  | opgave              |                  |
| 1997 |                  |                     |                  |
| 1998 |                  |                     | 83e              |
| 1999 |                  |                     |                  |
| 2000 |                  |                     | 110e             |
| 2001 |                  |                     |                  |
| 2002 | 83e              |                     |                  |
| 2003 |                  | 146e                | 112e             |
| 2004 | 53e              | opgave              |                  |
| 2005 |                  | 113e                |                  |
| 2006 | opgave           |                     |                  |
| 2007 |                  |                     |                  |
| 2008 | 89e (1)          |                     |                  |
| 2009 | 92e              |                     |                  |
| 2010 | 115e             |                     |                  |
| 2011 |                  |                     |                  |

| Jaar | Milaan-San Remo | Gent-Wevelgem | Ronde van Vlaanderen | Amstel Gold Race | Luik-Bast.‑Luik | Ronde van Lombardije | Parijs-Brussel | Parijs-Tours |  | WK op de weg |  | Wereldranglijsten |
| ---- | --------------- | ------------- | -------------------- | ---------------- | --------------- | -------------------- | -------------- | ------------ |  | ------------ |  | ----------------- |
| 1994 | 142e            |               | 57e                  |                  |                 |                      |                | 122e         |  |              |  |                   |
| 1995 |                 | 32e           | 52e                  |                  |                 |                      |                |              |  |              |  |                   |
| 1996 |                 | 70e           |                      |                  |                 |                      |                |              |  |              |  |                   |
| 1997 |                 |               |                      | 66e              | 54e             | 10e                  | Goud           |              |  |              |  |                   |
| 1998 | 53e             |               |                      |                  | 83e             |                      |                | 7e           |  |              |  |                   |
| 1999 |                 |               |                      |                  |                 |                      | 34e            |              |  |              |  |                   |
| 2000 |                 |               |                      |                  |                 | 11e                  |                |              |  |              |  |                   |
| 2001 |                 |               |                      |                  |                 |                      |                | 27e          |  |              |  |                   |
| 2002 |                 |               |                      |                  |                 |                      |                |              |  |              |  |                   |
| 2003 | 127e            |               |                      |                  |                 | 23e                  |                | 13e          |  |              |  |                   |
| 2004 |                 |               |                      | 36e              | 37e             |                      |                |              |  |              |  |                   |
| 2005 |                 |               |                      | 120e             |                 | 47e                  |                |              |  |              |  |                   |
| 2006 |                 |               |                      |                  |                 |                      |                |              |  |              |  |                   |
| 2007 |                 |               |                      |                  |                 | 36e                  |                |              |  | 62e          |  |                   |
| 2008 | 11e             |               |                      |                  |                 |                      |                |              |  |              |  |                   |
| 2009 | 62e             |               |                      |                  |                 |                      | 94e            |              |  |              |  | 254e (UWK)        |
| 2010 |                 |               |                      |                  |                 |                      |                |              |  |              |  |                   |
| 2011 | 19e             |               |                      |                  |                 |                      |                |              |  |              |  |                   |

## Ploegen
- 1993 - Carrera Jeans-Tassoni (Stagiair vanaf 01-09)
- 1994 - Carrera Jeans-Tassoni
- 1995 - Carrera Jeans-Tassoni
- 1996 - Brescialat
- 1997 - MG Maglificio-Technogym
- 1998 - Cofidis, le Crédit par Téléphone
- 1999 - Mobilvetta Design-Northwave
- 2000 - Alessio
- 2001 - Alessio
- 2002 - Alessio
- 2003 - Alessio
- 2004 - Alessio-Bianchi
- 2005 - Domina Vacanze
- 2006 - Selle Italia-Serramenti Diquigiovanni
- 2007 - Serramenti PVC Diquigiovanni-Selle Italia
- 2008 - Serramenti PVC Diquigiovanni-Selle Italia
- 2009 - Serramenti PVC Diquigiovanni-Androni Giocattoli
- 2010 - Androni Giocattoli
- 2011 - Androni Giocattoli